# Калабун, Валентин Васильевич
Валентин Васильевич Калабун (1924—1997) — майор Советской Армии, участник Великой Отечественной войны, Герой Советского Союза (1945).

## Биография
Валентин Калабун родился 7 ноября 1924 года в Мариуполе. Окончил девять классов средней школы. В октябре 1941 года оказался в эвакуации в Магнитогорске, где работал слесарем на Магнитогорском металлургическом комбинате. В июле 1942 года Калабун был призван на службу в Рабоче-крестьянскую Красную Армию. С декабря того же года — на фронтах Великой Отечественной войны. Принимал участие в боях на Сталинградском, Южном, Северо-Кавказском, 4-м Украинском, 1-м Прибалтийском и 3-м Белорусском фронтах, неоднократно был ранен. К январю 1945 года гвардии старший сержант Валентин Калабун был разведчиком 80-го гвардейского стрелкового полка 32-й гвардейской стрелковой дивизии 2-й гвардейской армии 3-го Белорусского фронта. Отличился во время боёв в Восточной Пруссии.
16 января 1945 года в бою к западу от города Вальтеркемен Калабун первым поднялся в атаку, увлекая за собой товарищей, и в немецкой траншее уничтожил 15 и взял в плен ещё 7 немецких солдат и офицеров. 23 января Калабун уничтожил две пулемётные точки. Во время одного из боёв к юго-западу от Кёнигсберга Калабун уничтожил 6 и взял в плен ещё 23 немецких солдата и офицера, а также захватил артиллерийское орудие. 13 апреля 1945 года Калабун поднял в атаку весь свой батальон и в бою лично уничтожил 10 и взял в плен ещё 17 немецких солдат и офицеров. 16 апреля во главе группы разведчиков Калабун скрытно подобрался к населённому пункту Занглинен, где располагался немецкий батальон, и уничтожил 5 немецких солдат, стоявших в охранении. Остальные 260 солдат и офицеров во главе с командиром батальона сдались в плен.
Указом Президиума Верховного Совета СССР от 29 июня 1945 года за «образцовое выполнение боевых заданий командования на фронте борьбы с немецкими захватчиками и проявленные при этом мужество и героизм» гвардии старший сержант Валентин Калабун был удостоен высокого звания Героя Советского Союза с вручением ордена Ленина и медали «Золотая Звезда» за номером 8785.
После окончания войны Калабун продолжил службу в Советской Армии. В 1955 году в звании старшего лейтенанта он был уволен в запас. Вернулся в Мариуполь. В 1966 году Калабун окончил Симферопольский техникум пищевой промышленности, после чего руководил ракушечным пунктом, транспортным цехом, тарным цехом Мариупольского рыбокомбината. Умер 20 июля 1997 года, похоронен в Мариуполе.
Был также награждён двумя орденами Отечественной войны 1-й степени, орденом Славы 3-й степени, рядом медалей, почётным знаком отличия Президента Украины (1995).